# Samoanski jezik
Samoanski jezik (ISO 639-3: smo) jest austronezijski jezik uže polinezijske skupine kojim govori oko 370 000 ljudi na otocima Samoa u Polineziji. U državi Samoa njime govori 199 000 Samoanaca (1999.), a na području Američke Samoe 56 700 (1999.).
Jedini je predstavnik istoimene samoanske podskupine. Na Američkoj Samoi nacionalni je, a na Samoi službeni jezik.

## Vanjske poveznice
- Ethnologue (14th)
- Ethnologue (15th)